# تقصي النمط الظاهري
تقصي النمط الظاهري أو تحري النمط الظاهري أو كشف النمط الظاهري أو فحص النمط الظاهري هو نوع من الفحص الطبي المستخدم في البحث البيولوجي واكتشاف الأدوية لتحديد مواد مثل الجزيئات الصغيرة أو الببتيدات أو تدخل الرنا التي تغير النمط الظاهري للخلية أو الكائن الحي بالطريقة المرغوبة. يجب متابعة فحوصات النمط الظاهري بتحديد الهدف (يشار إليه أحيانًا باسم تفكيك الهدف) والتحقق من الصحة، غالبًا من خلال استخدام البروتيوميات الكيميائية، لتحديد الآليات التي تعمل من خلالها الإصابة ذات النمط الظاهري.

## السياق التاريخي
كان فحص النمط الظاهري تاريخيًا هو الأساس لاكتشاف عقاقير جديدة. تُفحص المركبات في نماذج الأمراض الخلوية أو الحيوانية لتحديد المركبات التي تسبب تغييرًا مرغوبًا في النمط الظاهري. فقط بعد اكتشاف المركبات تُبذل الجهود لتحديد المستهدفات البيولوجية للمركبات - وهي العملية المعروفة باسم تفكيك الهدف. يشار إلى هذه الاستراتيجية الشاملة باسم "علم الأدوية الكلاسيكي" أو "علم الأدوية المتقدم" أو "اكتشاف الأدوية ذات النمط الظاهري" (PDD).
في الآونة الأخيرة أصبح من الشائع تطوير فرضية مفادها أن هدفًا بيولوجيًا معينًا يعدل المرض، ثم فحص المركبات التي تعدل نشاط هذا الهدف المنقى. بعد ذلك، يُختبر هذه المركبات على الحيوانات لمعرفة ما إذا كانت لها التأثير المطلوب. يُعرف هذا النهج باسم "علم الأدوية العكسي" أو "اكتشاف الأدوية القائمة على الهدف" (TDD). ومع ذلك، يكشف التحليل الإحصائي الأخير أن عددًا غير متناسب من الأدوية الأولى في فئتها ذات آليات العمل الجديدة تأتي من فحص النمط الظاهري مما أدى إلى عودة الاهتمام بهذه الطريقة.

## الأنواع

### في المختبر
تستخدم أبسط عمليات فحص النمط الظاهري سلالات الخلايا وتراقب معلمة واحدة مثل موت الخلايا أو إنتاج بروتين معين. غالبًا ما يُستخدم الفحص عالي المحتوى حيث يمكن مراقبة التغييرات في التعبير عن العديد من البروتينات في وقت واحد. يمكن أن يكشف التصوير عالي المحتوى للمكونات الخلوية المصبوغة أيضًا عن تأثيرات المركبات على مزارع الخلايا في المختبر، مما يميز تأثيرات النمط الظاهري لمجموعة واسعة من الأدوية.

### في الجسم الحي
في الأساليب القائمة على الحيوانات الكاملة، يُوضَح فحص النمط الظاهري بشكل أفضل عندما تُقيم مادة ما من أجل الفائدة العلاجية المحتملة عبر العديد من الأنواع المختلفة من نماذج الحيوانات التي تمثل حالات مرضية مختلفة. يستخدم فحص النمط الظاهري في الأنظمة القائمة على الحيوانات الكائنات الحية النموذجية لتقييم تأثيرات عامل الاختبار في الأنظمة البيولوجية المجمعة بالكامل. تشمل الكائنات الحية النموذجية المستخدمة في الفحص عالي المحتوى ذبابة الفاكهة (دروسوفيلا ميلانوجاستر) وسمك الدانيو مخطط والفئران (فأر المنزل). في بعض الحالات، يُستخدم مصطلح فحص النمط الظاهري ليشمل النتائج العرضية التي تحدث في إعدادات التجارب السريرية، وخاصةً عندما يُكشف عن تأثيرات علاجية جديدة وغير متوقعة لمرشح علاجي.
يوفر الفحص في الكائن الحي النموذجي ميزة استجواب عوامل الاختبار، أو التغييرات في الأهداف ذات الأهمية، في سياق الأنظمة البيولوجية المتكاملة والمجمعة بالكامل، مما يوفر رؤى لا يمكن الحصول عليها بخلاف ذلك في الأنظمة الخلوية. وقد زعم البعض أن الأنظمة القائمة على الخلايا غير قادرة على نمذجة عمليات الأمراض البشرية بشكل كافٍ والتي تنطوي على العديد من أنواع الخلايا المختلفة عبر العديد من أنظمة الأعضاء المختلفة وأن هذا النوع من التعقيد لا يمكن محاكاته إلا في الكائنات الحية النموذجية. إن إنتاجية اكتشاف الأدوية عن طريق الفحص الظاهري في الكائنات الحية، بما في ذلك النتائج العرضية في العيادة، تتفق مع هذه الفكرة.

## الاستخدام في إعادة توضيع الأدوية
إن الطرق المعتمدة على الحيوانات في فحص النمط الظاهري ليست مناسبة لمكتبات الفحص التي تحتوي على آلاف الجزيئات الصغيرة. لذلك، وجدت هذه الطرق فائدة أكبر في تقييم الأدوية المعتمدة بالفعل أو الأدوية المرشحة في المرحلة المتأخرة لإعادة توضيع الأدوية.
وقد تخصصت عدد من الشركات بما في ذلك اكتشاف ميليور (Melior Discovery)، وفيلونيكس (Phylonix)، وسوسي(Sosei)في استخدام فحص النمط الظاهري في نماذج أمراض الحيوانات لتحديد وضع الأدوية. وتشارك العديد من الشركات الأخرى في طرق البحث في الفحص الظاهري، بما في ذلك خدمات اكتشاف النمط الظاهري لـإيروفين(Eurofins Discovery Phenotypic Services)، وإيفوتيك (Evotec)، ودارماكون(Dharmacon)، وثيرموفيشر العلمية،وسيلكتا (Cellecta)، وبيرسوميكس (Persomics).

## للاستزادة
- Moffat JG، Rudolph J، Bailey D (أغسطس 2014). "Phenotypic screening in cancer drug discovery - past, present and future". Nature Reviews. Drug Discovery. ج. 13 ع. 8: 588–602. DOI:10.1038/nrd4366. PMID:25033736. S2CID:5964541.
- Mullard A (ديسمبر 2015). "The phenotypic screening pendulum swings". Nature Reviews. Drug Discovery. ج. 14 ع. 12: 807–809. DOI:10.1038/nrd4783. PMID:26620403. S2CID:19367768.
- Wagner BK, Schreiber SL. The Power of Sophisticated Phenotypic Screening and Modern Mechanism-of-Action Methods. Cell Chem Biol. 2016 Jan 21;23(1):3-9. doi: 10.1016/j.chembiol.2015.11.008. PMID 26933731; PMCID: PMC477918
- Moffat, J., Vincent, F., Lee, J. et al. Opportunities and challenges in phenotypic drug discovery: an industry perspective. Nature Reviews Drug Discovery16, 531–543 (2017). https://www.nature.com/articles/nrd.2017.111 Vincent, F., Nueda, A., Lee, J. et al. Phenotypic drug discovery: recent successes, lessons learned and new directions. Nature Reviews Drug Discovery21, 899–914 (2022). https://www.nature.com/articles/s41573-022-00472-w